# 張之珏
張之珏（英語：Cheung Chi Kok，1950年1月18日—），1970年代至80年代初著名電影、電視、播音、舞台劇藝人。

## 簡歷
張之珏1950年出生於養和醫院，早年居住在香港島北角英皇道北角邨東座長大，他畢業於堡壘山官立小學和蘇浙公學（1968年中五）。及後入讀香港浸會學院傳理系（1973年畢業），成為1986屆傳理學院傑出校友。
1974年，香港無綫電視（TVB）以彩色拍攝電視劇《清宮殘夢》（即重拍於1960年代末期以黑白攝制的《清宮怨》，取材自中國名戲劇家姚克的同名舞台劇）。此劇由鍾景輝監制，黃蕙芬、梁天、汪明荃主演。張之珏飾演的光緒皇帝，並主唱同劇主題曲及插曲。此劇於播出後風靡香港，成為其電視生涯的成名作。
1975年，張之珏加入麗的電視（即現名亞洲電視），繼續幕前演出及幕後工作。1970年代後期成為電視導演（幕後人員）及擔任監製，作品有以改編自張愛玲同名小說的劇集《半生緣》、《吾家有女》以及1982年由其任監製的《再見狂牛》等等。
1980年代後期，張之珏離開電視界，並熱衷於參與各式社會事務。因此曾於1986年，成為該年的「香港十大傑出青年」之一，同屆得獎者還包括成龍。
1988年，張之珏執導鍾楚紅與張學友主演的愛情電影《三對鴛鴦一張牀》。1990年代初出任香港吸煙與健康委員會的行政總監，並且以身作則，1994年導演《清官難審》期間，所有幕前幕後人員全程禁止吸煙。
1990年代中期，張之珏曾擔當電影導演，作品有《清官難審》（演員有金超群、何家勁、周慧敏、莫文蔚、魯文傑、李司棋等）及《花心敗家賊》（2005年，演員有何家勁、莫文蔚、金超群等）。作為電影導演，張之珏有一個特色，就是拍攝工作時，所有工作人員全程禁止吸煙。
2003年，張之珏移民紐西蘭。現居於奧克蘭市。移民後，張之珏主要在奧克蘭的華人電台華人之聲擔任節目主持及為Discovery Channel的節目配音。
2007年，張之珏再度回歸幕前，在紐西蘭電視台（TVNZ）的電視二台（TV2，以娛樂節目為主）的深夜電視劇《Ride with the Devil》裡演出。
2017年，張之珏返回香港擔任舞台劇《小城風光》導演。

## 家庭及個人生活
張之珏的胞兄為前任警務處助理處長張之琛，於2003年11月10日在香港島西半山寓所十樓天台跳樓自殺身亡，終年54歲。
張之珏在2003年移民新西蘭後，在當地認識了同性伴侶男友阿John。兩人於2009年開始過同居生活。

## 作品列表

### 電影

#### 導演
- 《三對鴛鴦一張牀》（1988年）
- 《清官難審》（Family affairs，1994年）
- 《花心敗家賊》（2005年）

### 電視劇

#### 演出
- 《天之驕子》（1970年，香港無綫電視）
- 《陋巷》（1970年，香港無綫電視）
- 《今夕何夕》（1970年，香港無綫電視）
- 《刻薄成家》（1970年，香港無綫電視）
- 《巡按使》（1971年，香港無綫電視）
- 《佳期近》（1971年，香港無綫電視）
- 《父歸》（1971年，香港無綫電視）
- 《玻璃動物園》（1971年，香港無綫電視）
- 《鍍金世界》（1971年，香港無綫電視）
- 《雷雨》（1971年，香港無綫電視）
- 《油漆未乾》（1972年，香港無綫電視）
- 《我愛夏日長》（1972年，香港無綫電視）
- 《秋海棠》（1974年，香港無綫電視）
- 《清宮殘夢》（1975年，香港無綫電視）飾演 光緒皇
- 《三國春秋》（1976年，香港麗的電視）飾演 漢獻帝
- 《追族》（1978年，香港麗的電視）飾演 元文翰
- 《郎心如鐵》（1978年，香港麗的電視） 飾 區國仁
- 《變色龍》（1978年，香港麗的電視）飾演 阿Dick
- 《奇女子》（1979年，香港麗的電視）飾演 嚴卓光
- 《彩雲深處》（1980年，香港麗的電視）飾演 宋孝賜
- 《Ride with the Devil（英语：Ride with the Devil (TV series)）》（2007年，TV2） 飾演 Ray Wong (故事角色介紹)

#### 監製
- 《吾家有女》（1978年，麗的電視）
- 《再見狂牛》（1982年，亞洲電視）
- 《情難再》（1983年，亞洲電視）

#### 策劃
- 《禿鷹》（1982年，麗的電視）
- 《風塵三奇俠》（1982年，麗的電視）
- 《老婆愈老愈可愛》（1982年，麗的電視）
- 《烽火情仇》（1982年，麗的電視）
- 《家春秋》（1982年，麗的電視）
- 《再見狂牛》（1982年，亞洲電視）
- 《雄霸天下》（1982年，亞洲電視）
- 《家姐、細佬、飛髮鋪》（1982年，亞洲電視）
- 《一江春水向東流》（1983年，亞洲電視）
- 《唐伯虎三戲秋香》（1983年，亞洲電視）
- 《邊緣十八》（1983年，亞洲電視）
- 《誓不低頭》（1983年，亞洲電視）
- 《情難再》（1983年，亞洲電視）

#### 編導
- 《點只咁簡單》（1976年，香港無線電視，與編導陳家蓀、助導劉仕裕合作）
- 《半生緣》（1976年，麗的電視）
- 《再見狂牛》（1982年，亞洲電視）

### 電台節目
- 《大城小事》（香港電台）
- 《先知先覺傳感覺》（華人之聲）
- 《後知後覺友感覺》（華人之聲）

## 唱片
| 專輯名稱        | 年份   | 歌手                            | 發行公司 | 類型         | 曲目 |
| --------------- | ------ | ------------------------------- | -------- | ------------ | --- |
| 雙星情歌        | 1974年 | 張寶之 ‧ 張之珏                 | 文志唱片 | 粵語黑膠大碟 | 曲目 第一面 1. 雙星情歌 - 張之珏 張寶之 2. 痴情一世 - 張寶之 3. 夜送別 - 張寶之 4. 深情當初相信你 - 張寶之 5. 天涯情淚 - 張寶之 6. 分飛燕 - 張寶之 第二面 1. 愛的溫暖 - 張之珏 2. 湖上戀歌 - 張之珏 張寶之 3. 花間蝶 - 張寶之 4. 雙星恨 - 張寶之 （十二欄杆十二釵主題曲） 5. 儂本多情 - 張寶之 6. 蘇小小 - 張寶之                                   |
| 清宮殘夢 巫山盟 | 1975年 | 張之珏 ‧ 汪明荃 伍衛國 ‧ 關菊英 | 娛樂唱片 | 粵語黑膠大碟 | 曲目 SIDE 1 第一面 1. 清宮怨 - 張之珏 汪明荃 2. 許願 - 汪明荃 3. 遊園曲 - 張之珏 汪明荃 4. 瀛台怨 - 張之珏 5. 冷宮怨 - 汪明荃 6. 憶珍妃 - 張之珏 7. 許願 - 張之珏 SIDE 2 第二面 1. 巫山盟 - 伍衛國 2. 田園春夢 - 伍衛國 關菊英 3. 窈窕嬌娃在那家 - 伍衛國 4. 痴痴等待你 - 關菊英 5. 痴情恨 - 伍衛國 6. 相思空有夢 - 伍衛國 7. 清宮殘夢 - 主題曲音樂 |

## 外部連結
- 紐西蘭華人之聲真快活台
- TVNZ（页面存档备份，存于）
- TV2（页面存档备份，存于）